# Utrka na 400 m s preponama na Olimpijskim igrama

## Muškarci
Osvajači olimpijskih medalja u atletskoj preponskoj disciplini 400 m prepone prikazani su u sljedećoj tablici, a rezultati su u sekundama:
| Olimpijske igre      | Zlato                 | Zlato    | Srebro                        | Srebro | Bronca                     | Bronca |
| Pariz 1900           | John Tewksbury (SAD)  | 57,6     | Henri Tauzin (FRA)            | 58,3   | George Orton (KAN)         | 58,8   |
| St. Louis 1904       | Harry Hillman (SAD)   | 53,0     | Frank Waller (SAD)            | 53,2   | George Poage (SAD)         | 56,8   |
| London 1908.         | Charles Bacon (SAD)   | 55,0     | Harry Hillman (SAD)           | 55,3   | Jimmy Tremeer (VBR)        | 57,0   |
| Antwerpen 1920.      | Frank Loomis (SAD)    | 54,0     | John Norton (SAD)             | 54,6   | August Desch (SAD)         | 54,7   |
| Pariz 1924.          | Morgan Taylor (SAD)   | 52,6     | Erik Wilén (FIN)              | 53,8   | Ivan Riley (SAD)           | 54,2   |
| Amsterdam 1928.      | David Burghley (VBR)  | 53,4     | Frank Cuhel (SAD)             | 53,6   | Morgan Taylor (SAD)        | 53,6   |
| Los Angeles 1932.    | Bob Tisdall (IRS)     | 51,67    | Glenn Hardin (SAD)            | 51,85  | Morgan Taylor (SAD)        | 51,96  |
| Berlin 1936.         | Glenn Hardin (SAD)    | 52,4     | John Loaring (KAN)            | 52,7   | Miguel White (FIL)         | 52,8   |
| London 1948.         | Roy Cochran (SAD)     | 51,1     | Duncan White (CEJ)            | 51,8   | Rune Larsson (ŠVE)         | 52,2   |
| Helsinki 1952.       | Charles Moore (SAD)   | 51,06    | Jurij Litujev (SSSR)          | 51,51  | John Holland (NZL)         | 52,26  |
| Melbourne 1956.      | Glenn Davis (SAD)     | 50,29    | Eddie Southern (SAD)          | 50,24  | Josh Culbreath (SAD)       | 51,74  |
| Rim 1960.            | Glenn Davis (SAD)     | 49,51    | Clifton Cushman (SAD)         | 49,77  | Richard Howard (SAD)       | 49,90  |
| Tokio 1964.          | Rex Cawley (SAD)      | 49,6     | John Cooper (VBR)             | 50,1   | Salvatore Morale (ITA)     | 50,1   |
| Mexico City 1968.    | David Hemery (VBR)    | 48,12    | Gerhard Hennige (Zap.NJ)      | 49,02  | John Sherwood (VBR)        | 49,03  |
| München 1972.        | John Akii-Bua (UGA)   | 47,82    | Ralph Mann (SAD)              | 48,51  | David Hemery (VBR)         | 48,52  |
| Montreal 1976.       | Edwin Moses (SAD)     | 47,64    | Michael Shine (SAD)           | 48,69  | Jevhenij Gavrilenko (SSSR) | 49,45  |
| Moskva 1980.         | Volker Beck (Ist.NJ)  | 48,70    | Vasilij Arhipenko (SSSR)      | 48,86  | Gary Oakes (VBR)           | 49,11  |
| Los Angeles 1984.    | Edwin Moses (SAD)     | 47,75    | Danny Harris (SAD)            | 48,13  | Harald Schmid (Zap.NJ)     | 48,19  |
| Seoul 1988.          | André Phillips (SAD)  | 47,19    | Amadou Dia Ba (SEN)           | 47,23  | Edwin Moses (SAD)          | 47,56  |
| Barcelona 1992.      | Kevin Young (SAD)     | 46,78    | Winthrop Graham (JAM)         | 47,66  | Kriss Akabusi (VBR)        | 47,82  |
| Atlanta 1996.        | Derrick Adkins (SAD)  | 47,54    | Samuel Matete (ZAM)           | 47,78  | Calvin Davis (SAD)         | 47,96  |
| Sydney 2000.         | Angelo Taylor (SAD)   | 47,50    | Hadi Souan Somalyi (SAU)      | 47,53  | Llewellyn Herbert (JAR)    | 47,81  |
| Atena 2004.          | Felix Sanchez (DOM)   | 47,63    | Danny McFarlane (JAM)         | 48,11  | Naman Keita (FRA)          | 48,26  |
| Peking 2008.         | Angelo Taylor (SAD)   | 47,25    | Kerron Clement (SAD)          | 47,98  | Bershawn Jackson (SAD)     | 48,06  |
| London 2012.         | Felix Sanchez (DOM)   | 47,63    | Michael Tinsley (SAD)         | 47,91  | Javier Culson (PUR)        | 48,10  |
| Rio de Janeiro 2016. | Kerron Clement (SAD)  | 47,73    | Boniface Mucheru Tumuti (KEN) | 47,78  | Yasmani Copello (TUR)      | 47,92  |
| Tokio 2020.          | Karsten Warholm (NOR) | 45,94 WR | Rai Benjamin (SAD)            | 46,17  | Alison dos Santos (BRA)    | 46,72  |
| Pariz 2024.          | Rai Benjamin (SAD)    | 46,46    | Karsten Warholm (NOR)         | 47,06  | Alison dos Santos (BRA)    | 46,26  |

## Žene
Osvajačice olimpijskih medalja u atletskoj preponskoj disciplini utrka 400 m s preponama prikazane su u sljedećoj tablici:
| Olimpijske igre      | Zlato                           | Zlato      | Srebro                        | Srebro  | Bronca                          | Bronca  |
| Los Angeles 1984.    | Nawal El Moutawakel (MAR)       | 54,61 s    | Judi Brown (SAD)              | 55,20 s | Cristeana Cojocaru (RUM)        | 55,41 s |
| Seul 1988.           | Debbie Flintoff-King (AUS)      | 53,17 s    | Tatjana Ledovskaja (SSSR)     | 53,18 s | Ellen Fiedler (Ist.NJ)          | 53,63 s |
| Barcelona 1992.      | Sally Gunnell (VBR)             | 53,23 s    | Sandra Farmer-Patrick (SAD)   | 53,69 s | Janeene Vickers (SAD)           | 54,31 s |
| Atlanta 1996.        | Deon Hemmings (JAM)             | 52,82 s    | Kim Batten (SAD)              | 53,08 s | Tonja Buford-Bailey (SAD)       | 53,22 s |
| Sydney 2000.         | Irina Privalova (RUS)           | 53,02 s    | Deon Hemmings (JAM)           | 53,45 s | Nezha Bidouane (MAR)            | 53,57 s |
| Atena 2004.          | Faní Halkiá (GRČ)               | 52,82 s    | Ionela Tirlea-Manolache (RUM) | 53,38 s | Tatjana Tereščuk-Antipova (UKR) | 53,44 s |
| Peking 2008.         | Melaine Walker (JAM)            | 52,64 s    | Sheena Tosta (SAD)            | 53,70 s | Tasha Danvers (VBR)             | 53,84 s |
| London 2012.         | Natalja Antjuk (RUS)            | 52,70 s    | Lashinda Demus (SAD)          | 52,77 s | Zuzana Hejnová (ČEŠ)            | 53,38 s |
| Rio de Janeiro 2016. | Dalilah Muhammad (SAD)          | 53,13 s    | Sara Petersen (DAN)           | 53,55 s | Ashley Spencer (SAD)            | 53,72 s |
| Tokio 2020.          | Sydney McLaughlin (SAD)         | 51,46 s WR | Dalilah Muhammad (SAD)        | 51,58 s | Femke Bol (NIZ)                 | 52,03 s |
| Pariz 2024.          | Sydney McLaughlin-Levrone (SAD) | 50,37 s WR | Anna Cockrell (SAD)           | 51,87 s | Femke Bol (NIZ)                 | 52,15 s |